# Offentlig transport i Riga
Offentlig transport i Riga drives af SIA Rīgas Satiksme og omfatter pr. 2006 64 buslinjer, 20 trolleybuslinjer, 11 sporvognslinjer samt minibusser. Minibusserne kører faste ruter, men ikke til faste tider, og stopper kun ved stoppestederne, hvis nogen vil af eller på. De er det hurtigste alternativ, men også det dyreste. De andre transportmidler følger ruteplaner og er billigere. I 2006 transporterede der samlet 287,4 mio. passagerer i de offentlige transportmidler, hvilket var en stigning på 5 % sammenlignet med 2005. Af disse betalte 55 % fuld pris, 34 % kørte til rabatpris og 10 % kørte gratis. Grunden til at så mange kørte gratis er at det er gratis for børn op til 7 år at benytte offentlig transport.
De første hestetrukne busser begyndte at køre i 1852 og i 1913 kørte de første elektriske busser. Ligeledes var de første sporvogne fra 1882 hestetrukne, men elektrificeringen af sporvognene begyndte dog allerede i 1901. Trolleybusserne begyndte at køre fast fra 4. november 1947.

## Busdrift
I 1924 blev de første busser sat i aktiv tjeneste i Riga og var i starten drevet af private virksomheder. I 1941 blev alle busser overtaget af staten. I årene mellem slutningen på anden verdenskrig og Sovjetunionens kollaps var busserne under ministeriet for vejtransport og senere under Rigas bystyre. I 1960'erne skete der markante forbedringer i busnetværket med bygningen af en central busstation og introduktionen af nye Ikarus køretøjer. I 1970 blev konduktører erstattet af automatiske billetmaskiner som den primære metode til at afregne billetpris. Konduktører blev dog genindført i 1996. Indtil 1992 var busnetværket delt i to selvstændige enheder og begge havde desperat brug for modernisering. I 1992 blev de to enheder slået sammen til en. I 1997 blev nye Mercedes-Benz-køretøjer og busnetværket har set stadig forbedring siden.
Busstationen Rīgas Starptautiskā autoosta er Letlands største.
- Mercedes-Benz O530L Citaro[5]
- Solaris Urbino I 18[6]
- Solaris Urbino II 15[7]
- Solaris Urbino III 18[8]
- Solaris Urbino IV 18[9]

## Trolleybusser
De første trolleybusser i Riga blev sat i aktiv tjeneste i 1947, hvor man brugte noget af det budget der var sat til side til en ny sporvognslinje til at etablere en trolleybuslinje. Formålet var at flytte de lidt langsommere sporvogne væk fra byens centrum. I starten var linjerne betjent af sovjetisk byggede enheder, der dog senere blev erstattet af Škoda enheder fra Tjekkoslovakiet. Konduktører forblev i trolleybusserne i fem år efter de forsvandt fra busserne og elektroniske billetmaskiner erstattede dem først i 1975. Konduktører blev genindført til trolleybusserne i 1997 hvor de stadig er.
Rīgas Satiksme er ansvarlig for driften af omkring 20 trolleybusruter gennem buen. Selvom netværket er blevet moderniseret de seneste år gennem indførslen af nye Solaris trolleybusser, er det stadig primært ældre Škoda enheder der betjener linjerne.
- Solaris Trollino 18 III
- Škoda 24Tr Irisbus
- Škoda 27Tr Solaris

## Mulig undergrundsbane
Sovjetmyndighederne havde planer om en undergrundsbane i Riga, men miljøforkæmpere fik sat en stopper for planerne i 1986. Der er dog kommet nogle kort ud, som viser mulige ruter for linjerne. Kortene viser at der skulle have været 3 linjer, der alle krydser centrum.

## Ekstern henvisning
- Rīgas Satiksme